# Гомбасецкая пещера
Гомбасецкая пещера  — сталактитовая пещера в Словакии, расположенная в горном массиве Словацкий Карст.
Пещера расположена в восточной части страны. Гомбасецкая пещера была обнаружена 21 ноября 1951 года спелеологами любителями. Открыта для посещения туристов с 1955 года. В настоящее время маршрут для посетителей составляет 530 м в длину и занимает около 30 минут. Общая длина пещеры — 1525 м.